# Maison La Poivrière
La maison La Poivrière, autrefois capitainerie de Barvaux, est un immeuble classé situé dans le village de Barvaux-sur-Ourthe faisant partie de la commune de Durbuy en Belgique (province de Luxembourg). 

## Localisation
L'immeuble est situé à Barvaux-sur-Ourthe, au no 28 de la Grand-rue. Il se trouve à proximité de la maison Legros, autre immeuble classé de la localité.

## Historique
Cet immeuble a été construit par la famille Collin au cours du XVIIe siècle ou du XVIIIe siècle. Cette riche famille de négociants était propriétaire d’entrepôts et de bureaux de commerce. Le bâtiment faisait office de capitainerie à une époque où le commerce fluvial était actif sur l'Ourthe. En 1838, une travée est ajoutée à droite de la façade, comme l’indique la date gravée sur la clé de voûte du portail cintré. L'immeuble qui a été restauré de 2017 à 2020 abrite des appartements loués comme résidences de vacances.

## Description
La bâtisse en moellons de pierre calcaire possède six travées et deux niveaux et demi. À l'origine, le bâtiment ne possédait que les cinq travées de gauche bordées de chaque côté par un chaînage d'angle que l'on peut encore observer. Les linteaux du rez-de-chaussée et du premier étage sont bombés et possèdent une clé de voûte sauf sur la travée de la porte d'entrée où ils sont horizontaux. 